# Самоотменяющееся пророчество
Самоотменяющееся пророчество (саморазрушающееся или самонарушающееся в некоторых источниках) является противоположностью самоисполняющегося пророчества; предсказание, которое предотвращает предсказанные события. Это также известно как дилемма пророка.
Самоотменяющееся пророчество может быть результатом бунта против предсказания. Если аудитория предсказания заинтересована в том, чтобы оно оказалось ложным, а его исполнение зависит от их действий или бездействия, то их действия после того, как они услышат предсказание, сделают предсказание менее исполнимым. Если прогноз делается специально с учётом этого результата, его обычно называют проявлением реверсивной психологии или предупреждением. Кроме того, работая над осуществлением предсказания, можно непреднамеренно изменить обстоятельства настолько, что пророчество не может сбыться.
Важно отличать самоотменяющееся пророчество от самоисполняющегося пророчества, предсказывающего отрицательный результат. Если сделано пророчество об отрицательном исходе, и этот отрицательный результат достигается в результате положительной обратной связи, то это самоисполняющееся пророчество. Например, если группа людей решает, что не сможет достичь цели, и в результате перестаёт работать над ее достижением, их пророчество сбывается. Аналогичным образом, если предсказание отрицательного результата исполняется, но результат является положительным из-за отрицательной обратной связи в результате бунта, то это самоотменяющееся пророчество.

## Примеры
- Если прогнозируется экономический кризис, потребители, производители и власти будут реагировать, чтобы избежать экономических потерь, разрывая цепь событий, которые могли бы привести к кризису[1].
- Известно, что библейский пророк Иона убежал и отказался передать Божье пророчество о разрушении Ниневии [2], чтобы жители не раскаялись, что привело бы к тому, что Бог их простил бы и не разрушил город. В самом деле, когда Иона в конце концов действительно сообщил жителям Ниневии пророчество, люди исправились, и это привело к тому, что пророчество не исполнилось [3].
- Проблема 2000 года была заявлена как пример провального пророчества в том смысле, что страх перед массовыми технологическими сбоями, вызванными "перекатыванием" внутренних часов компьютеров, стимулировал те самые изменения, которые необходимы, чтобы избежать этих сбоев.
- Предварительное анонсирование продуктов таким образом, чтобы препятствовать текущим продажам (эффект Осборна), также является примером провального пророчества.
- Прогнозы экологических проблем иногда корректируются посредством изменения законодательства или поведения и, следовательно, не сбываются.
- Мрачные прогнозы эпидемий также способствуют изменениям, которые могут помешать этим прогнозам сбыться, и, в свою очередь, заставляют людей сомневаться в необходимости этих изменений, потому что прогнозы не оправдались. [4]